# Anaphalioides
Anaphalioides, rod glavočika smješten u tribus Gnaphalieae, dio potporodice Asteroideae. postoji sedam priznatih vrsta sa Nove Gvineje, Novog Zelanda, Novozelandska subantarktička otočja i otočja Chatham.

## Vrste
1. Anaphalioides alpina (Cockayne) Glenny
2. Anaphalioides bellidioides (G.Forst.) Glenny
3. Anaphalioides hookeri (Allan) Anderb.
4. Anaphalioides mariae (F.Muell.) Glenny
5. Anaphalioides papuana (Lauterb.) Glenny
6. Anaphalioides subrigida (Colenso) Anderb.
7. Anaphalioides trinervis (G.Forst.) Anderb.